# XL Airways France
XL Airways France (Code AITA : SE ; code OACI : XLF) était une compagnie aérienne à bas prix  française spécialisée dans les vols touristiques entre la France métropolitaine et les Caraïbes, La Réunion, les États-Unis et le bassin méditerranéen. Sa base principale est l'aéroport Paris-Charles-de-Gaulle. Fondée en 1995 sous le nom de Star Europe (nom commercial de Société de Transport Aérien Régional) puis Star Airlines, elle fut renommée XL Airways en novembre 2006. 
XL Airways France opérait à la fois des vols réguliers commercialisés en propre ainsi que des vols charter pour le compte de voyagistes,. La compagnie possédait la certification IOSA de l'IATA.
En décembre 2016, XL Airways France s'unit avec La Compagnie pour former le premier groupe aérien long-courrier à bas prix français.
En juillet 2018, XL Airways est élue Meilleure Compagnie Loisirs en France 2018 lors de la remise des prix des Skytrax World Airline Awards.
Le 19 septembre 2019, XL Airways demande son placement en redressement judiciaire. La compagnie arrête toutes ses ventes de billets dès le jeudi 19 septembre, en raison de grandes difficultés financières.
Le 4 octobre 2019, le tribunal de commerce de Bobigny prononce la liquidation de la société.

## Histoire
Fondée en 1995 par Cédric Pastour sous le nom Star Europe, la compagnie effectue son premier vol en décembre 1995, puis à la suite de la confusion avec Eurostar (groupe SNCF) elle est rebaptisée Star Airlines. STAR à l'origine signifiait Société de transport aérien régional. Son actionnaire principal était jusqu'en 2005 le voyagiste Look Voyages (groupe Transat) puis le groupe anglais XL Leisure Group. La compagnie se consacrait principalement au trafic touristique à la suite de faillite de XL Leisure Group en septembre 2008, et la banque islandaise Straumur Investment Bank reprend la totalité du capital d’XL Airways France.
En juin 2009, la compagnie proposait des vols vers New York depuis l'Aéroport Paris-Charles-de-Gaulle. De mai à octobre 2011, des allers-retours New-York et Las-Vegas.
Pour la saison 2010-2011, trois nouvelles destinations sont desservies par la compagnie : Sainte-Lucie, Porlamar (Venezuela), Salvador (Brésil). Elle dessert jusqu'à 17 fois par semaine Punta Cana (République dominicaine), 5 fois par semaine Cancún et continuera ses dessertes des Maldives, de Phuket (Thaïlande), Samaná et Puerto Plata (Rép. Dominicaine), Île de Sal (Cap-Vert), Dallas (USA).
L'été 2011 voit le retour de la liaison vers le Kenya (Nairobi, Monbasa).
Le 7 novembre 2012, X-Air Aviation holding soutenu par Beachside Capital a repris la participation de Straumur/ALMC. Sous l'impulsion de son président Laurent Magnin, la stratégie se tourne de plus en plus vers des vols réguliers, particulièrement avec le lancement de vols réguliers à bas coûts sur long-courrier durant l'hiver 2012-2013.
La compagnie XL Airways garde des traces de l'ancienne Star Airlines : les vols portent le code IATA « SE », le code "XL" étant utilisé par la compagnie Latam Airlines Ecuador. Le code OACI a en revanche été modifié, passant de SEU à XLF. 
La compagnie a passé commande auprès d'Airbus d'un A330-303 le F-HXLF(MSN1360) en classe unique. Il est livré le 30 novembre 2012 et effectue ses premiers vols à destination des Antilles. L’appareil est équipé de prises de courant à chaque siège, pour la recharge d'appareils nomades tels que smartphones, tablettes ou ordinateurs portables.
Après la reprise de la liaison régulière vers La Réunion et Dzaoudzi, XL Airways confirme son souhait de baser l'un de ses A330-200 à l'aéroport de Marseille.
En 2013, XL Airways France ouvre une ligne au départ de l'aéroport Marseille-Provence vers New York à partir du 31 mai, après Punta Cana dès décembre 2012. XL Airways souhaiterait également ouvrir une ligne au départ de Paris CDG à destination de Miami. D'autres lignes seraient à l'étude pour les saisons à venir.
En 2014, XL Airways France à la suite du non-paiement d'une créance de plus de 20 millions d'euros que son actionnaire lui devait, fait valoir son « droit de reprise d'actions » en justice. Action en justice qui lui sera favorable, créant une situation « unique » puisque la compagnie devient seule maitresse de son destin en récupérant 100 % de ses actions (seule une action est attribué au PDG en tant que président du conseil d'administration).
En 2016, XL Airways France annonce la fin de ses activités moyen-courrier pour se concentrer sur le long-courrier. En effet, la concurrence des compagnies low-cost et des compagnies charter d'Europe de l'Est (Enter Air, Travel Service...) ainsi que la menace terroriste en Tunisie, en Égypte et en Turquie ont fragilisé la rentabilité de ce secteur qui a déjà vu disparaître Air Méditerranée. D'après le PDG de la compagnie, Laurent Magnin, le « moyen-courrier français n'a pas d'avenir ». Le dernier Boeing 737 quittera la flotte de la compagnie en décembre 2016. 
Le 19 septembre 2019, la compagnie annonce sa demande de placement en redressement judiciaire, et la suspension immédiate de ses vols. Le tribunal de commerce de Bobigny accepte le placement en redressement judiciaire de la compagnie le 23 septembre, tout en laissant un délai de cinq jours aux actionnaires pour trouver une solution,.
Le 30 septembre 2019, la compagnie suspend tous ses vols et voit ainsi tous ses avions rester à terre dans l'attente d'une décision du tribunal de commerce de Bobigny,. Aucune offre de reprise n'a été jugée solide et celui-ci prononce la liquidation judiciaire, le 4 octobre 2019.

### Rapprochement entre XL Airways et La Compagnie Boutique Airline
XL Airways et La Compagnie ont officialisé leur union le 1er décembre 2016. Dreamjet Participations, la holding La Compagnie, créé par Frantz Yvelin, acquiert alors XL Airways France et détiendra désormais 100 % des deux entités (La Compagnie Boutique Airline et XL Airways France). En mars 2017, Augustin Belloy a été nommé Président de Dreamjet Participations. Le président-directeur général d'XL Airways, Laurent Magnin, dirige les deux compagnies aériennes. Le nouvel ensemble a un chiffre d'affaires de 400 millions d'euros, une flotte de 6 avions (4 A330 et 2 Boeing 757) et un effectif de 800 personnes incluant les voyagistes d'XL Airways, Crystal et Héliades. Ce nouvel ensemble réalise des synergies en termes de vols proposés et des économies d'échelles sur les coûts d'exploitation. XL Airways et La Compagnie demeurent deux compagnies distinctes avec leurs vocations initiales, touristiques pour XL Airways et Affaires pour La Compagnie.

## Activité
XL Airways exploite des vols réguliers à bas coûts et quelques vols affrétés depuis la France Métropolitaine vers des destinations loisirs long-courrier (Caraïbes, États-Unis, Océan Indien, Antilles, Israël). 

### Affrètement
La société travaille avec plusieurs voyagistes dont ses filiales Crystal TO et Héliades ainsi que le Club Méditerranée, Jet Tours, Kuoni, Promovacances, Karavel, Air Masters, VAT, Thomas Cook Voyages, Look Voyages, Nouvelles Frontières, Marmara.
La base principale de la compagnie est à l'aéroport Paris-Charles-de-Gaulle.

### Vols réguliers
- Moyen-courrier : Tel Aviv[18].
- Long-courrier : Los Angeles, San Francisco, Miami, New York, Pointe-à-Pitre, Fort-de-France, Réunion, Cancún, Punta Cana, La Havane, Varadero, Toulouse, Lyon, Marseille, Paris.

## Flotte

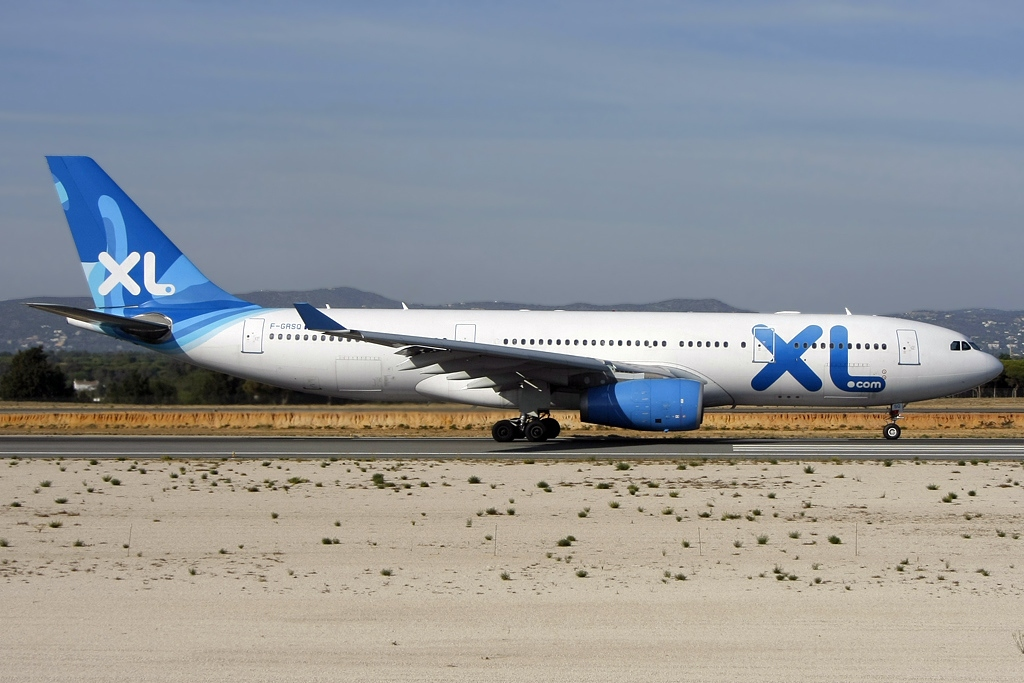
Airbus A330-200, (F-GRSQ) de la compagnie.

Au 13 août 2018, la flotte de XL Airways France, d'un âge moyen de 11,3 ans, est composée des 4 appareils suivants,:
XL a annoncé son intention d'ajouter un cinquième A330 à sa flotte en 2018.
En janvier 2019, XL Airways passe commande de deux A330-900neo livrables en 2020, pour un montant de 592,8 millions de dollars.